# Skjutmått

Ett skjutmått används genom att först avläsa hela mm, och sen addera tiondelar från närmaste linje på nonieskalan

Skjutmått är ett mätdon för precisionsmätning i storleksordningen 0,1 millimeter, där den goda mätnoggrannheten uppnås med den så kallade nonieskalan. Verktyget tillåter oftast mätning av inre och yttre ytor/diametrar på föremål samt djup, men skjutmått med specialutformade skänklar för särskilda ändamål, till exempel spår eller hålrum, förekommer.  Vanligast för mätning av små längder, 0–200 millimeter, men inom industrin finns betydligt större skjutmått.
Skjutmåttet på bilden har på underkanten en nonieskala 39 mm lång med precisionen 0,05 mm och skattning till hälften därav. På enklare skjutmått används en 19 mm lång nonieskala, som medger precisionen 0,1 mm med skattning på 0,05 mm när,
Vid övre kanten finns en motsvarande nonie graderad för gammal tum-standard eller inch-standard (1 inch = 25,400 mm). Den är anpassad för allmänt bråk (1/2, 1/4, 1/8 o.s.v.) och kräver en del övning och enklare huvudräkning vid användningen.
Den smalare del som i bilden skjuter ut till höger, används för mätning av ansatser och djup. Underst på sliden sitter en låsanordning som i normalläge håller fast sliden så att mätgapet inte ändras vid hanteringen. Vid ändring av gapet intryckes låsanordningens hävarm med tummen, varvid sliden lösgöres och gapet kan ställas i annat läge. Hävarmens rörelse syns i den animerade bilden, om man tittar noga.
Under 1990-talet har skjutmått med avläsning på elektronisk teckenruta blivit vanliga. En nackdel är att det kräver batteri. Mätningens noggrannhet blir ändå ungefär densamma, även om upplösningen är högre men risken för avläsningsfel minskar jämfört med de äldre typerna. Begränsningen utgörs i stor utsträckning av noggrannheten i mätdonets skalstreck, snarare än av själva avläsningen. Ett digitalt skjutmått har dock normalt en upplösning på 0,01 mm, och tillverkarna anger ofta mätnoggrannheten till cirka 0,02 till 0,03 mm.
Goda skjutmått är tillverkade av stål och har hårfina skalstreck, som är placerade med stor precision. Enkla skjutmått kan vara tillverkade av plast, och har ganska grova skalstreck, som är placerade med mindre god noggrannhet. Plast har större termisk längdutvidgning än stål, och plastskjutmått belastas därför med större temperaturberoende än stålskjutmått, särskilt om de senare är tillverkade av specialstål med låg längdutvidgningskoefficient. På bättre skjutmått finns en referenstemperatur angiven, där skalans temperaturfel är nominellt = 0. Vid andra temperaturer uppstår ett större eller mindre temperaturfel, som vid de flesta praktiska fall är av underordnad betydelse.
Numera finns det även varianter med skjutmått som har extra stor display eller som vänder sig emot vänsterhänta som annars får kompromissa med avläsning eller handhavande.
Vid somliga tillverkningar har skjutmåttets baksida utnyttjats för enklare och vid verkstadsarbete ofta behövliga uppgifter, t.ex. en tabell över rekommenderade borrdiametrar vid gängning av hål passande viss skruvdimension av visst gängsystem. 
Skjutmått i plast är bra att mäta batterier med, då de inte kortsluter batteriet.